# Acanthanectes
Acanthanectes és un gènere de peix de la família dels Tripterygiidae. Ambdues espècies d'Acanthanectes (A. hystrix i A. rufus) habiten a Sud-àfrica.